# Wang Manli
Wang Manli (chn. 王曼丽;  ur. 17 marca 1973 w Mudanjiang) – chińska łyżwiarka szybka, srebrna medalistka olimpijska, wielokrotna medalistka mistrzostw świata i zimowych igrzysk azjatyckich oraz dwukrotna zdobywczyni Pucharu Świata.

## Kariera
Pierwszy sukces w karierze Wang Manli osiągnęła w 1996 roku, kiedy zwyciężyła w biegu na 500 m podczas igrzysk azjatyckich w Harbinie. Na rozgrywanych trzy lata później igrzyskach azjatyckich w Kangwon na tym samym dystansie była trzecia. W 2003 roku zdobyła srebrny medal w biegu na 500 m podczas dystansowych mistrzostw świata w Berlinie. W zawodach tych wyprzedziła ją tylko Niemka Monique Garbrecht-Enfeldt, a trzecie miejsce zajęła Białorusinka Anżalika Kaciuha. W tym samym roku była pierwsza w biegu na 500 m i druga na 1000 m podczas igrzysk azjatyckich w Aomori. Kolejny medal zdobyła na dystansowych mistrzostwach świata w Seulu w 2004 roku, gdzie była najlepsza na swoim koronnym dystansie. Wynik ten powtórzyła na rozgrywanych rok później mistrzostwach świata w Inzell, gdzie wyprzedziła swą rodaczkę Wang Beixing i Lee Sang-hwa z Korei Południowej. Swój jedyny medal olimpijski zdobyła podczas igrzysk w Turynie w 2006 roku, gdzie była druga w wyścigu na 500 m. Uległa tam jedynie Rosjance Swietłanie Żurowej. Niecały miesiąc wcześniej drugie miejsce zajęła też podczas mistrzostw świata w wieloboju sprinterskim w Heerenveen. Rozdzieliła tam na podium Żurową oraz Włoszkę Chiarę Simionato. Wielokrotnie stawała na podium zawodów Pucharu Świata, odnosząc przy tym szesnaście zwycięstw. W sezonach 2003/2004 i 2004/2005 zwyciężała w klasyfikacji końcowej 500 m, w sezonie 2003/2004 była trzecia w klasyfikacji 100 m, przegrywając tylko z Japonką Shihomi Shin’yą i Niemką Jenny Wolf.

## Osiągnięcia

### Igrzyska olimpijskie
- Turyn 2006
  - srebro – (500 m)

### Mistrzostwa świata
- Mistrzostwa świata na dystansach
  - złoto – 2004 (500 m); 2005 (500 m)
  - srebro – 2003 (500 m)
- Mistrzostwa świata w wieloboju sprinterskim
  - srebro – 2006